# TCC스틸
주식회사 TCC스틸은 대한민국의 철강 기업으로,코스피 200의 구성종목이다.

## 역사
1959년 주석도금강판 등 표면처리강판 제조사로 설립되었고, 2009년부터 원통형 2차전지 케이스를 한국의 제조사들에게 납품해 왔다.
2023년 35년 만의 대규모 증설 프로젝트로 니켈도금강판 신규 라인을 준공하였다.

## 긱주
1. ↑  “사업보고서 (2024.12)”.
2. ↑  “TCC스틸, 철강에 2차전지 ‘덧옷’ 입혔더니”. 《더뷰어》. 2023년 7월 21일.
3. ↑  코스피200 구성종목 정기변경···TCC스틸·KG모빌리티 편입, 디뉴스, 2023-11-23
4. ↑  “안갑성, ‘2차전지 케이스’ TCC스틸 사상 최고가 깼네”. 《매일경제》. 2023년 7월 12일.
5. ↑  “손유진, TCC스틸, 35년 만의 대규모 투자 …니켈도금강판 신규라인 준공”. 《철강금속신문》. 2023년 11월 28일.